# Hinderlaag bij Rineen
De hinderlaag bij Rineen werd uitgevoerd door "IRA Volunteers" van de Mid-Clare Brigade van het Iers Republikeins Leger (IRA) op 22 september 1920, als onderdeel van de Ierse Onafhankelijkheidsoorlog. De hinderlaag vond plaats bij Dromin Hill nabij het gehucht Rineen, enige kilometers buiten Milltown Malbay, County Clare.
Die dag viel het Vierde Bataljon van de Mid-Clare Brigade een vrachtwagen aan van de Royal Irish Constabulary (RIC), waarbij zes officieren de dood vonden. Korte tijd later werden de IRA Volunteers aangevallen door tien vrachtwagenladingen militairen (ca. 100 man) die op weg waren naar Doonbeg maar daarbij op de hinderlaag stuitten. De Volunteers wisten deze aanval lang genoeg op te houden om te kunnen ontsnappen met twee gewonden.
Als represaille voor de hinderlaag vielen de RIC en het Britse leger drie dorpen aan, waarbij vijf burgers gedood en zestien huizen en winkels platgebrand werden.

## Achtergrond
De IRA Volunteers waren reeds actief in County Clare sinds 1917. Eind 1920 waren zij er inmiddels in geslaagd de RIC uit de meeste kleine politieposten op het platteland te verdrijven. Dat gaf de IRA aanzienlijk meer bewegingsruimte. In augustus 1920 kreeg de RIC echter versterking van de Black and Tans en de Auxiliary Division in Ierland. In de twee jaar voor de hinderlaag hadden in Clare vijf RIC-leden, elf IRA Volunteers en vier burgers het leven verloren.
De opdracht voor de hinderlaag was afkomstig van de leiding van de Mid-Clare Brigade. Deze had informatie gekregen dat een vrachtwagen van de RIC elke week op dezelfde dag en vrijwel dezelfde tijd van Ennistymon naar Milltown Malbay reed. Bij controle bleek die informatie te kloppen en de opdracht ging uit. John Joe Neylon, de commandant van het plaatselijke Vierde Bataljon van de IRA, de Mid-Clare Brigade, werd aangewezen als de leider van de actie, hoewel Ignatius O'Neill als bevelvoerend officier de eigenlijke aanval leidde. O'Neill was een veteraan uit de Eerste Wereldoorlog en had gevochten bij de Irish Guards. De bij de hinderlaag betrokken troepen hadden de beschikking over negen moderne geweren en karabijnen alsmede jachtgeweren, pistolen en een beperkt aantal granaten. De slechte bewapening was de reden waarom voor de hinderlaag gekozen was: enerzijds maakte de slechte bewapening een verrassingsaanval noodzakelijk, anderzijds zou een succesvolle overval meer moderne wapens opleveren. O'Neill besloot de hinderlaag op te zetten vanaf de spoorlijn die de troepen zowel uitzicht als een hogere positie zou verschaffen.

## Rechter Lendrum
Voor de Mid Clare Brigade haar posities innam, passeerde de rechter Alan Lendrum de hinderlaaglocatie. Bij de spoorwegovergang in Caherfeenick nabij Doonbeg werd hij gestopt door een eenheid van de West Clare Brigade van de IRA. Deze eenheid eiste zijn auto op, maar als reactie trok Lendrum zijn automatisch pistool. Daarop werd hij twee keer in zijn hoofd geschoten, waardoor hij dodelijk gewond raakte. Zijn lichaam werd met stenen verzwaard en in een meer gegooid. Hoewel een onderzoek door een Britse militaire lijkschouwer later aantoonde dat Lendrum aan zijn kogelverwondingen was overleden, verspreidde de RIC het verzonnen verhaal dat Lendrum was verdronken nadat hij bewusteloos in het meer gegooid was.
Hoewel dit incident militair gezien volledig los stond van de hinderlaag (de drie brigades in County Clare opereerden volledig onafhankelijk van elkaar), had het wel aanzienlijke consequenties. De vermissing van de rechter werd snel opgemerkt, waarna vanuit de kazerne in Ennistymon tien vrachtwagens met militairen werden uitgezonden om hem te gaan zoeken.

## Voorbereidingen

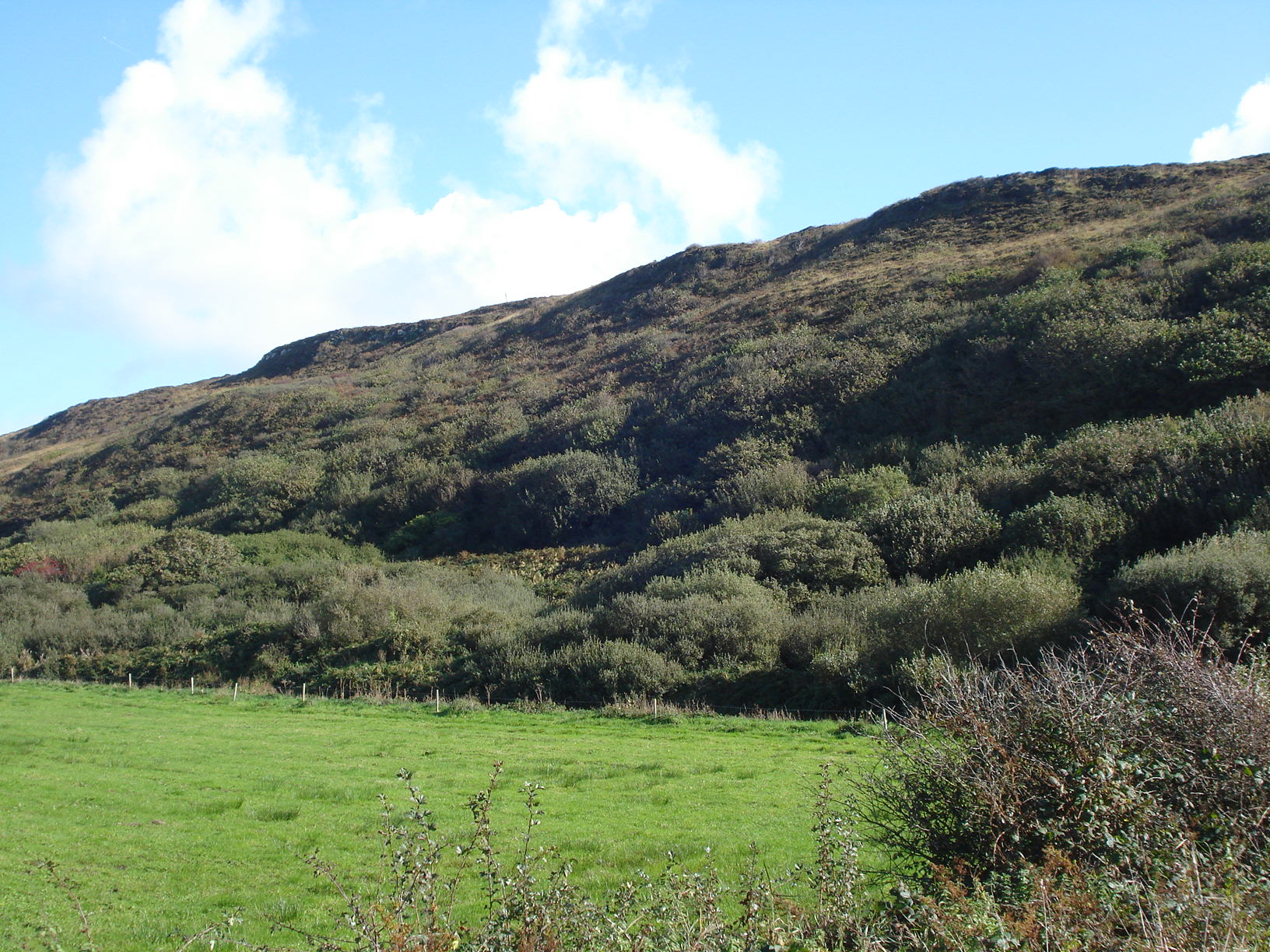
Black Hill

Het Vierde Bataljon van de IRA Mid-Clare Brigade had 50 man van verschillende compagnieën gemobiliseerd. Het verzamelpunt was Carrig, ten zuiden van Moy. Daar werden ze opgewacht door de plaatselijke compagnie, die als verkenningseenheid zou fungeren en hen naar de eigenlijke plek van de hinderlaag zou leiden. Na een kort krijgsberaad met de kapiteins van de verschillende compagnieën verdeelde O'Neill zijn troepen. Hij zette een aantal wachtposten uit op Black Hill op de aanrijroute van de vrachtwagen. De Engelsen hadden namelijk wel vaker plotseling een konvooi vergroot, wat een snelle aanpassing van de hoofdmacht met zich mee zou brengen. Andere wachtposten werden uitgezet richting Milltown Malbay om verrassingen van die kant te voorkomen. De hoofdmacht kon toen even rust namen langs een landweggetje. Alvorens de macht in stelling te brengen, stuurde O'Neill twee goede schutters over de weg om positie te kiezen achter een muur op zo'n 200 meter ervandaan. Het leek hem niet onmogelijk dat er toch nog iemand uit de vrachtwagen zou ontsnappen en via de weilanden daar terug zou kunnen keren naar de kazerne. De schutters moesten dit voorkomen. Enkele mannen werden aangewezen als hoofdaanvalsmacht met als doel de chauffeur met geweervuur uit te schakelen en granaten in de vrachtwagen te gooien. De rest van de aanvalsmacht, voornamelijk uitgerust met jachtgeweren en pistolen, moest de hoofdaanvalsmacht beschermen door de wagen met kogels te doorzeven en, in geval van een tegenaanval, de aftocht van de hoofdaanvalsmacht te dekken.

## Hinderlaag
Als gevolg van een miscommunicatie over het aantal vrachtwagens dat onderweg was, werd de aanval niet ingezet. De miscommunicatie leidde ertoe dat de leiders dachten dat er drie vrachtwagen onderweg waren, een aantal dat ze niet aankonden vanwege de lengte van het konvooi. Toen bleek dat het toch om slechts één vrachtwagen Cosworth ging, werd besloten de vrachtwagen op de terugweg aan te vallen. Voor de zekerheid werd nog een verkenner op de fiets naar Milltown Malbay gestuurd om na te gaan of er ongewone activiteiten plaatsvonden. In het geval dat de Volunteers opgemerkt waren, zouden er namelijk gelijk versterkingen opgeroepen worden. De verkenner zag echter niets ongewoons en rapporteerde dat terug aan O'Neill.
De Volunteers werden nu in een nieuwe positie gebracht die beter paste bij de rijrichting van de vrachtwagen. Na het openingsschot van John Joe Neylon werd een van de granaten in de vrachtwagen gegooid, maar de tweede miste zijn doel. De schutters troffen wel doel en vijf van de zes mannen in de vrachtwagen werden ter plekke gedood of raakten dodelijk gewond. De zesde man wist uit de vrachtwagen te ontsnappen maar rende recht op de twee schutters af die O'Neill juist daar geplaatst had voor dit soort eventualiteiten. Ook hij sneuvelde. Binnen enkele seconden was de aanval voorbij. De vrachtwagen werd vervolgens ontdaan van alle geweren, pistolen, munitie en papieren en in brand gestoken. De chauffeur bleek een Black and Tan terwijl de anderen reguliere RIC-mannen waren.

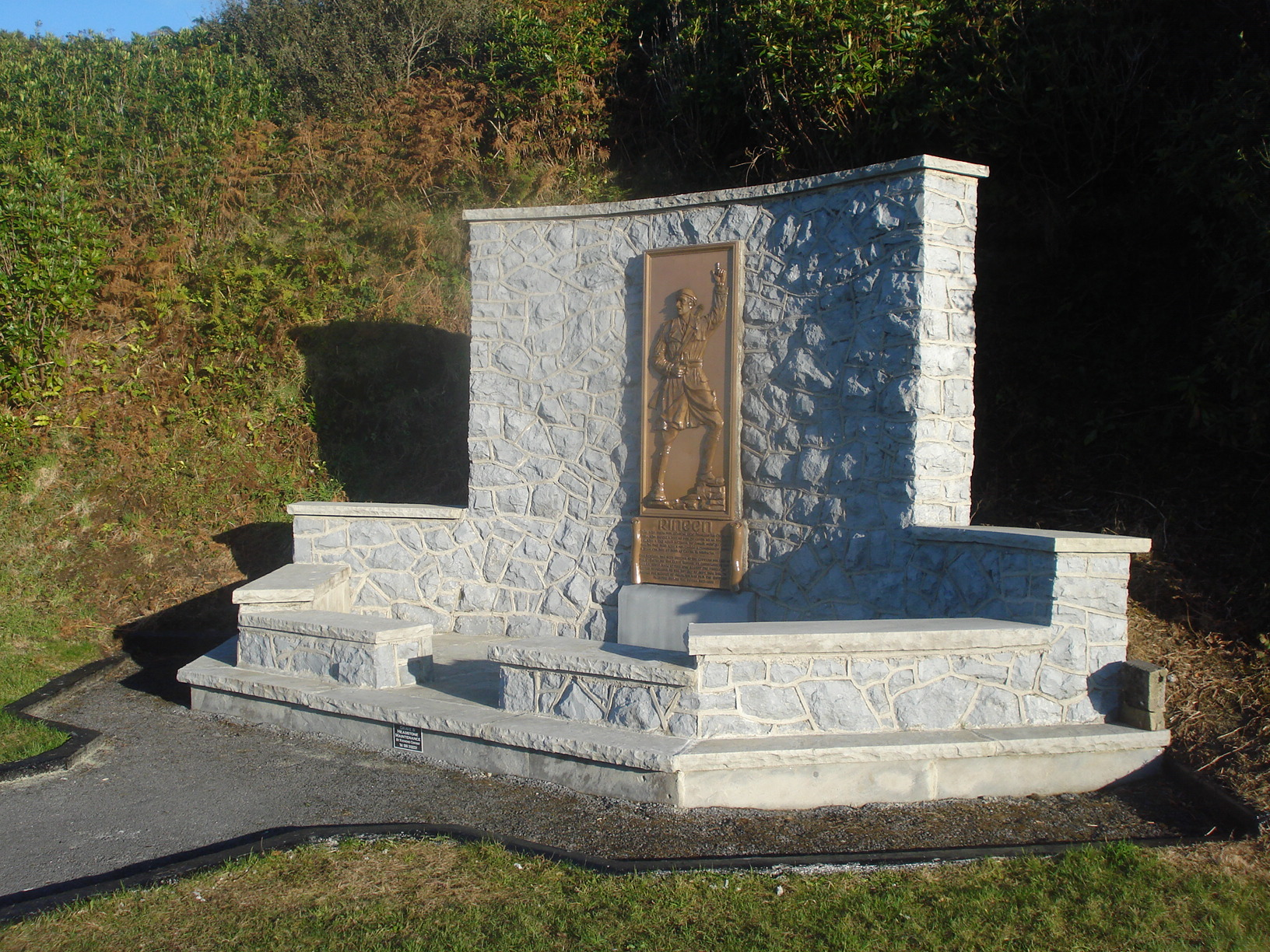
Monument ter ere van de hinderlaag

Kort na het aansteken van de vrachtwagen arriveerden tien vrachtwagens van het Britse leger. Zij waren op pad gestuurd om te zoeken naar de vermiste rechter Lendrum toen zij op de brandende vrachtwagen stuitten. De militairen reageerden snel, verlieten de vrachtwagen en openden het vuur op de vluchtende Volunteers. Vier geweerschutters hielden de militairen op en gaven de anderen voldoende tijd om te ontsnappen over de heuvel richting Ballyvaskin. Hun eerste schot had een militair geraakt, waardoor de hele macht, zo'n 100 militairen, dekking moest zoeken. Toen de anderen min of meer buiten gevaar waren, trokken ook de geweerschutters zich terug over de heuvel. De militairen kwamen er snel achteraan en brachten machinegeweren in stelling. Gerichte schoten van de geweerschutters legden één machinegeweer tijdelijk het zwijgen op, wat verschillende Volunteers de tijd gaf te ontsnappen door het open veld. Onder druk van de militairen was er geen mogelijkheid voor een ordelijke aftocht en de eenheid viel in kleine groepjes uiteen. Twee Volunteers waren bij het vuurgevecht gewond geraakt maar waren niet in levensgevaar. Zij werden door boeren uit de buurt in veiligheid gebracht en afgevoerd naar Moy. Andere boeren hadden inmiddels de plaatselijke artsen gewaarschuwd en naar Moy gedirigeerd. Na twee uur braken de militairen de achtervolging af en begonnen zij met represailles.
Eén bron stelt dat bij de aanval drie militairen sneuvelden, maar dit wordt door geen enkele andere bron bevestigd.
Vier mannen werden door de militairen afgesneden van de hoofdmacht, maar zij wisten ongezien weg te komen richting de zee.

## Represailles
De Britse troepen, woedend over de hinderlaag en de ontsnapping van de IRA, gingen over tot redeloos geweld. De eerste slachtoffers waren twee gezinnen die met geweld uit hun huis gejaagd werden, waarna hun boerderij platgebrand werd. Het volgende slachtoffer was een oude boer die hooiruiters aan het maken was. Hij werd zonder pardon neergeschoten en overleed op 1 oktober aan zijn verwondingen.
Die nacht bestormde een gemengde eenheid van politie en militairen een huis in Lahinch. Het was de RIC bekend dat twee zonen van de huiseigenaar betrokken waren bij de IRA, reden om hem aan te pakken bij wijze van represaille. Hij werd uit zijn huis gesleurd en verhoord over de activiteiten van zijn zonen. Hij antwoordde kortaf en voegde ze uiteindelijk een belediging toe. Daarop werd hij voor de ogen van zijn gezin neergeschoten. Zijn veertienjarige zoon zou vermoord zijn wanneer een officier niet tussenbeide gekomen was. De vader overleed de volgende morgen. Enige uren later kwamen de Black and Tans terug en brandden ze het huis tot de grond toe af.

Vervolgens viel Ennistymon ten prooi aan de terreur van de RIC en de Black and Tans. Eerst werd Town Hall in brand gestoken, daarna werd de plaatselijke secretaris van de Irish Transport and General Workers' Union aangepakt. Hij werd gearresteerd, vastgebonden en later doodgeschoten. Zijn vrouw werd het huis uitgejaagd met een vierjarig kind en een vier maanden oude baby alvorens het huis afgebrand werd. Vervolgens sloegen de Black and Tans aan het plunderen en drinken. Daarna klopten zij aan bij een rij woningen en gaven de opdracht binnen zeven minuten te vertrekken omdat de woningen afgebrand zouden worden. Inderdaad waren ze na zeven minuten terug en brandden de huizen af. Voor de lol (de Black and Tans waren nu dronken) werd vervolgens bij een ander huis een brandbom naar binnen gegooid. Toen de bewoners vluchtten, werd er op hun geschoten. Vervolgens pikten de Black and Tans een vijftienjarige jongen op die door zijn moeder op pad gestuurd was om oudere buren te waarschuwen. Hij werd de volgende morgen dood gevonden met vier kogelwonden. Na nog meer drank gestolen te hebben, gingen de Black and Tans door met het in brand steken van woningen, ondertussen schietend op iedereen die ze zagen. Terwijl Ennistymon in brand stond, trokken de Black and Tans naar Lahinch. Daar herhaalde zich het patroon van plunderen, drinken en brandstichten. Zeven woningen werden bestormd en in brand gestoken. Eén man werd doodgeschoten omdat hij een vrouw uit haar brandende woning hielp. Daarna werd een winkel aangevallen, geplunderd en in brand gestoken. Een van de IRA-mannen die betrokken was geweest bij de hinderlaag zat hier op zolder verborgen. Hij kwam om in de brand.
Een andere eenheid RIC'ers en Black and Tans was zich intussen in Milltown Malbay aan het bedrinken door onder bedreiging van hun wapens gratis drank te eisen. Op straat begonnen ze vervolgens wild om zich heen te schieten, ramen en deuren in te slaan en granaten bij winkels naar binnen te gooien. Een ploeg brak vervolgens de winkel van O'Neills vader open, plunderde deze en stak de winkel in brand. Daarna was het hek van de dam en werden verschillende andere winkels, pubs en huizen in brand gestoken. Uiteindelijk brandden acht woningen en winkels af. Veel andere hadden forse schade opgelopen.

## Reacties
De represailles werden veroordeeld in de Britse, Ierse en internationale pers. In het Lagerhuis diende de Labour Party een motie in waarin aangedrongen werd op een onderzoek en een veroordeling van de daden. Zoals te verwachten viel, werd deze motie weggestemd met 346 stemmen tegen en 79 stemmen voor. Hamar Greenwood, de facto minister verantwoordelijk voor Ierland, verdedigde de acties van leger en politie en stelde dat de verwoeste woningen toebehoorden aan beruchte Sinn Féiners. "I am convinced that the people of those two villages knew of this ambush" (Ik ben ervan overtuigd dat de bewoners van die twee dorpen van de hinderlaag afwisten), zei hij.
Volgens Anthony Malone, voormalig IRA Volunteer, hadden de aanval en de represailles twee effecten op County Clare. Ten eerste leidden ze ertoe dat de RIC nog veel voorzichtiger werd en zich alleen nog verplaatste in konvooien van drie of meer vrachtwagens. Het tweede effect was dat de bevolking als gevolg van de represailles verbitterd raakte over de Britten en een uitdagender houding aannam jegens de militairen en de Black and Tans.